# Oldehove (Leeuwarden)
Oldehove was een Fries terpdorp, dat samen met Nijehove en Hoek in 1435 de stad Leeuwarden werd. In datzelfde jaar kreeg Leeuwarden stadsrechten. Het is een buurt in de wijk Binnenstad.
Een wandeling door het "oude" Leeuwarden is nog steeds te maken, met name door vanaf het Oldehoofsterkerkhof door de Grote Kerkstraat en de Grote Hoogstraat te lopen, en daarna naar de Nieuwestad. Op deze manier komt men over de terpen Oldehove en Nijehove. Deze zijn zichtbaar in het straatbeeld van deze straten. De naam Nieuwestad mag trouwens letterlijk genomen worden. Dit was de plaats waar vanaf de groei van de stad de "nieuwe" stad werd gebouwd.
Volgens de volksverhalen zat op het strand van de oude Middelzee, op de terp Oldehove een oud vrouwtje rustig te breien. Tot haar verbazing kwam daar op een stukje land een toren aandrijven. De vrouw vond de toren mooi en riep "Ho âlde, ho." De toren legde aan. Sindsdien staat er in Leeuwarden de Oldehove. Op deze manier kwam niet alleen de toren aan haar naam maar ook de terp waar de toren had aangelegd.
De bouwmeester die de opdracht kreeg om de Oldehove te bouwen was Jacob van Aaken. Hij kreeg in 1529 van het Leeuwarder stadsbestuur de opdracht een toren te bouwen die hoger was dan de Dom in Utrecht en de Martinikerk in Groningen. Omdat al tijdens de bouw de toren bleek te verzakken hebben de bouwmeesters de toren opnieuw in het lood gezet en zijn verder gaan bouwen. Later bleek de toren verder verzakt en weer opnieuw in het lood gezet. Hierdoor staat tegenwoordig de toren niet alleen scheef, maar ook met een kromming.
De toren staat op een plek waar vroeger de Middelzee haar kust had. Vaak wordt dan ook gedacht dat de toren vroeger een vuurtoren was. De Middelzee was echter al enkele honderden jaren dichtgeslibd toen de Oldehove werd gebouwd.
De toren was de kerktoren van de Sint-Vituskerk die in de Middeleeuwen een aantal meter naast de toren stond. Deze kerk is in de Middeleeuwen al door storm verwoest. Het Oldehoofsterkerkhof is in de jaren vijftig gebruikt als bodeterrein en later als parkeerterrein. Recentelijk heeft de gemeente Leeuwarden het Oldehoofsterkerkhof opgeknapt. In de bestrating was door middel van een markering de oude Sint-Vituskerk aangegeven. Deze markering is vervangen door een markering in de vorm van fonteinen, toen het plein werd herontwikkeld en er een parkeergarage onder werd aangelegd.
Wijken: Aldlân & De Hemrik · Bilgaard & Havankpark e.o. · Binnenstad · Camminghaburen e.o.  · De Zuidlanden · Heechterp & Schieringen · Hempens/Teerns & Zuiderburen · Huizum-West · Middelsee · Nijlân & De Zwette · Oud-Oost · Potmargezone ·  Sonnenborgh e.o.  · Vossepark & Helicon · Vrijheidswijk · Westeinde e.o.

Voormalige wijken: Aldlân · Bedrijventerrein-Oost · Bedrijventerrein West · Camminghaburen · De Zwette · Grote Wielen & De Groene Ster · Huizum-Oost · Oldegalileën & Bloemenbuurt · Oranjewijk & Tulpenburg · Schieringen & De Centrale · Vlietzone · Tjerk Hiddes & Cambuursterhoek · Transvaalwijk & Rengerspark · Valeriuskwartier & Magere Weide · Vogelwijk & Muziekwijk

Buurten: Achter de Hoven · Aldlân-Oost · Aldlân-West · Barrahûs · Bilgaard · Blitsaerd · Bloemenbuurt · Blokhuisplein · Boksumerhoeke · Bonifatius ·  Buitengebied De Zwette · Buitengebied Noordwest · Buitengebied West · Cambuur · Cambuursterpad · Camminghaburen-Midden · -Noord · -Zuid · De Centrale · De Groene Ster · De Klamp · De Fellingen · De Waag · De Werp · De Zuidlanden · De Zwette I Harlingervaart ·  De Zwette II Zwettehaven ·  De Zwette III Schenkenschans · De Zwette IV Businesspark · De Zwette V  Newton · De Zwette VI Deinumerpolder · EnergieCampus Sylsterrak · Gerard Dou · Grote Kerkbuurt · Grote Wielen · Harlingervaart Noord · Havankpark · Havenstêd ·  Heechterp · Helicon · Hemrik · Hoek · Hollanderwijk · Huizum-Badweg · -Bornia · -Dorp · -Sixma · Indische buurt · Jan van Scorelbuurt · Julianapark · Magere Weide · Molenpad · Nieuwestad · Nijlân · Oldegalileën · Oldehove · Oranjewijk · Rapenburg · Rengerspark · Schepenbuurt · Schieringen · Snakkerburen · Sonnenborgh · Stationskwartier · Techum · Transvaalwijk · Tulpenburg · Valeriuskwartier · Vierhuisterweg e.o. · Vogelwijk · Vossepark · Welgelegen · Westeinde · Wetterstêd · Wiarda · Wielenpôlle · Zaailand · Zamenhofpark · Zeeheldenbuurt · Zuiderburen